# Herbert
A Herbert germán eredetű férfinév, jelentése: (had)sereg + fényes, híres.

## Gyakorisága
Az 1990-es években szórványos név, a 2000-es években nem szerepel a 100 leggyakoribb férfinév között.

## Névnapok
- március 16.[2]

## Híres Herbertek
- Tóka Mark (pöle)
- Balázs Béla, eredeti nevén Bauer Herbert.